# حافظ شیراز (کتاب)
حافظ شیراز به روایت احمد شاملو، روایتی از دیوان حافظ است که توسط احمد شاملو نخستین بار در سال ۱۳۵۴ منتشر شد. وی در ابتدای کتاب نوشت:
«به‌صفای روستائی حسین جهانی بهنمیری تقدیم می‌شود
انسانی ساده و مهربان
و به‌همان اندازهٔ بزرگ!»

## ویژگی‌های کتاب
ویژگی‌های این کتاب، علاوه بر آن که روایتی از دیوان حافظ است که شاعر نوگرای معاصر ارائه داده‌است، در چند نکته‌است:
- روش تصحیح که علاوه بر مقایسهٔ دیوان‌های مختلف به استنتاجات زیباشناسانهٔ امروزی نیز مبتنی است.
- مقدمهٔ بحث‌برانگیز که نظریات جدیدی در مورد زندگی و عقاید حافظ در آن مطرح شده‌است.
- علامت‌گذاری غزل‌ها با نشان‌های جدید سجاوندی مانند: نقل قول، علامت سؤال، دونقطه و...
- شیوهٔ حروف‌چینی غزل‌ها که طول بیت‌ها یکسان نیست و به‌جای مقابل هم نوشتن مصراع‌ها، مصراع‌ها زیر هم آمده‌اند. البته طول سطرها به شکل طبیعی کوتاه و بلند به نظر می‌رسد و با حروف‌چینی عادی نوشته شده اند. به عبارتی به نظر نمی‌رسد تعمدی در کوتاه و بلند دیده شدن شکل ظاهری سطرها وجود داشته باشد. اما باعث شده شکل گرافیکی غزل‌ها به شعر نو نزدیک شود. خاصه این‌که شاملو هنگام تعیین ترتیب ابیات در غزل‌ها، فاصله‌هایی با نشان مربع بین بعضی ابیات گذاشته و به نحوی، غزل را بخش بندی کرده است.
- استفاده از خط (فونت) نسخ امروزی به‌جای نستعلیق، که خوانش کتاب را راحت‌تر کرده است.
- در این کتاب سعی شده توالی بهتر و منطقی تری از ابیات هر غزل ارائه شود، اگرچه، حذف و جابجایی ذوقی بسیاری از ابیات، بسیار جنجال‌برانگیز شد.

در این باره نیز شاملو در مقدمه کتابش گفته که تلاش کرده که تا جایی که غزل اجازه می‌دهد، ساختار عمودی یا ارتباط معنایی منطقی‌تری بین ابیات یک غزل برقرار شود. و به این موضوع اشاره کرده که بین نسخ‌های در دسترس از حافظ، ترتیب توالی ابیات، بسیار متفاوت است و در عمل، بر روی هیچ ترتیبی اتفاق نظر محکمی وجود نداشته است. به این دلیل، کوشیده است با دوباره مرتب کردن بیت‌های هر غزل، در پی معرفی ارتباط معنایی عمودی بهتری میان ابیات غزل باشد.

## مقدمه

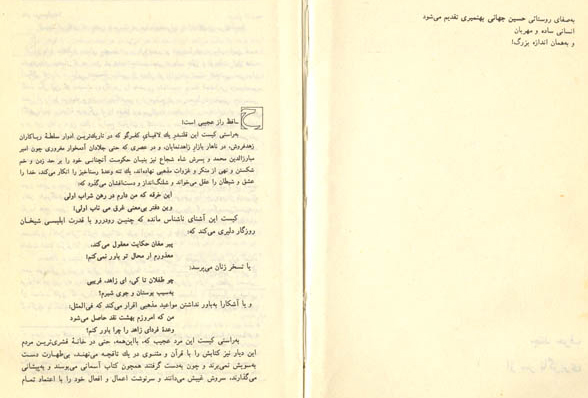
تصویری از صفحهٔ اول مقدمهٔ نخستین چاپ.

مقدمهٔ شاملو، در نخستین چاپ کتاب در ۱۳۵۴، دو واکنش مخالف قوی را موجب شد. واکنش نخست از سوی کسانی که حافظ را عارفی حافظ قرآن می‌دانستند و در مقدمهٔ شاملو حافظ کفرگویی مخالف معاد و باورهای دینی، حداقل در نیمهٔ دوم زندگی شاعرانه‌اش، دانسته شده‌است صورت گرفت و واکنش مخالف دیگر از سوی کسانی صورت گرفت که نسبت به روش شاملو در تصحیح دیوان حافظ اعتراض داشتند و این روش را ذوقی و غیر علمی می‌دانستند. شاملو در مقدمهٔ منتشر شده در چاپ نخست روش متقدمین را غیرعلمی و نادرست برمی‌شمارد و وعده می‌دهد در کتاب دیگری به نام حواشی و یاداشت‌ها توضیحات کاملی در مورد نسخه‌های مورد استفاده و اسناد تاریخی و استدلال‌های‌اش به همهٔ این مسایل پاسخ دهد اما در آخرین ویرایش مقدمه که هرگز به‌طور رسمی اجازهٔ انتشار پیدا نکرده‌است می‌نویسد: «در پایان مقدمهٔ چاپِ اولِ غزل‌ها وعده کردیم که مجلدِ اول این کتاب- شاملِ یادداشت‌های مربوط به نخستین سی غزلِ متن – به زودی درآید که نیامد. وعده را مکرر نمی‌کنیم. باقی‌ماندهٔ عمرِ ما انتظارِ فضایی را که در آن گرزهٔ گاوسر پاسخ منطق نباشد خوش‌بینی نمی‌کند.» 
قابل ذکر است که این نظر هم با نظریات دینداران، و هم کسانی که از زاویهٔ غیر دینی به غزلیات حافظ نگریسته‌اند، تناقض دارد. به‌طور مثال، حتی داریوش آشوری نیز در کتاب «عرفان و رندی در شعر حافظ»، حافظ را یک عارف می‌داند.
تصحیح شاملو از دیوان حافظ مورد نقد بسیاری از حافظ پژوهان، از جمله بهاءالدین خرمشاهی قرار گرفته‌است.
مقدمهٔ احمد شاملو بر حافظ شیراز پس از انقلاب در ایران اجازه چاپ نیافت و کتاب بدون مقدمه منتشر گردید. مرتضی مطهری در رد نظریات شاملو، کتابی با عنوان تماشاگه راز نوشت و کار شاملو در تغییر ابیات غزل‌هارا تحریف دیوان حافظ خواند و، بدون اینکه نامی از احمد شاملو ببرد، مردود شمرد.
کتاب حافظ شیراز را می‌توان کاری تلقی کرد که خود شاملو هم بعد ها آن را تکمیل نکرد و رها کرد. اما همین کار، در نوع خود چالش‌های زیادی برانگیخت.
قابل انکار نیست ابتکاری که شاملو در مرتب کردن محل سطر ها به کار بست باعث شد که بسیاری از سطرهایی که در کنار هم به پراکنده گویی و بی ربطی تلقی می شدند، ارتباطی منطقی تر با هم برقرار کنند. برقراری ارتباط ساختاری میان سطرهای غزل.
و البته بعضی از تشخیص های شاملوی شاعر در انتخاب واژه ها، بسیار شاعرانه و هوشمندانه بوده است که در بسیاری موارد، حدس های درست و قابل اعتنایی هم به دست داده است. «از جمله: کشتی نشستگانیم …، زِ ملازمان ِ سلطان…  و …
و جراتی که به خرج داد برای قراردادن نشانه های نگارشی مانند نقطه و ویرگول و دو نقطه و گیومه و … . کاری که بسیاری از آن طفره رفتند و به ارائه ی صورتی مبهم بسنده کردند.
امروزه، نسخه شاملو (کتاب حافظ شیراز) نزد دانشگاهیان و ادبا، اگر نگوییم پیوسته مورد نکوهش است، مرجع مورد قبولی محسوب نمی‌شود. شاید روحیه‌ی خاص شاملو و فضای اجتماعی سالهای انتشار کتاب حافظ شیراز هم در این نگاه به انواع عتاب آلوده بی تاثیر نبوده. اما باید پذیرفت که این روایت هم نسخه‌ی قابل اعتنایی است که اکنون بعد از فروکش کردن فضای سیاسی و ایدئولوژیک زمان انتشار کتاب، می‌بایست به ظرایف آن توجه کرد

## نمونه‌ها

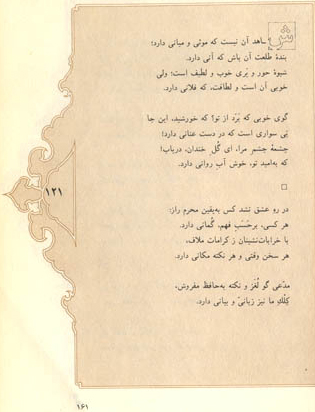
تصویری از یکی از صفحه‌های نخستین چاپ.

برای نشان دادن تفاوت روایت شاملو از حافظ چند نمونه آورده می‌شود:
؛ نِی سوار،
(بچه‌ای که روی نی سواری می‌کند.)
در اکثر تصحیح‌هایی که از دیوان حافظ منتشر شده است در غزلی با مطلع:
شاهد آن نیست که موئی و میانی دارد،
بندهٔ طلعت آن باش که آنی دارد!
بیتی هست که به این شکل نقل شده‌است:
گوی خوبی که برد از تو؟ که خورشید، این‌جا
نه سواری است که در دست عنانی دارد!
این بیت در روایت شاملو به این شکل آمده‌است:
گوی خوبی که برد از تو؟ که خورشید، این‌جا
نی سواری است که در دست عنانی دارد!
ز ملازمان سلطان،
در تمام تصحیح‌های مشهور دیوان حافظ غزلی با این مطلع آمده‌است:
به ملازمان سلطان که رساند این دعا را
که به شکر پادشاهی ز نظر مران گدا را.
دکتر سلیم نیساری که در «دفتر دیگر سانیها در غزلهای حافظ» چهل و سه نسخهٔ خطی سدهٔ نهم را مورد بررسی قرار داده‌است و تمام موارد اختلاف را با دقت ثبت کرده‌است. هیچ تفاوتی در ضبط این مطلع ذکر نکرده‌است. ضمناً در تمام نسخه‌های مورد بررسی به‌جز یک نسخه بیت دوم غزل (با تغییراتی در بعضی کلمات در نسخه‌های مختلف) این بیت است:
ز رقیب دیو سیرت به خدای خود پناهم
مگر آن شهابِ ثاقب مددی کند سُها را.
اما در روایت شاملو «به» به «ز» تبدیل شده‌است و ترتیب بیت‌ها هم تغییر کرده‌است.
ز ملازمان سلطان که رساند این دعا را
که:"به شکر پادشاهی ز نظر مران گدا را.
مژهٔ سیاهت ار کرد به خون ما اشارت
ز فریب او بیندیش و غلط مکن، نگارا!"
منطق شاملو را در تغییر «به» به «ز» می‌توان درک کرد؛ زیرا چنانچه از معنای شعر برمی‌آید قرار است یکی «از» ملازمان سلطان به سلطان دعایی را برسانند نه آن که «به» ملازمان سلطان این دعا رسانده شود؛ اما این که شاملو این تغییر را بنا به ذوق خود داده‌است یا در نسخه‌ای دیده‌است معلوم نیست.
نمونه دیگری از تصحیح شاملو بیت زیر است
لاف عشق و گله از یار زهی لاف دروغ عشق بازان چنین مستحق هجرانند
که تقریباً در تمام نسخه‌ها به همین صورت آمده است ولی در تصحیح شاملو " لاف عشق و گله از یار زهی لاف خلاف " آمده است.
شاملو در جلسه پرسش و پاسخ با دانشجویان در دانشگاه برکلی، به صراحت اعلام کرده است که دخل و تصرفی در شعر حافظ نکرده است. ! به عبارتی، هیچ کلمه‌ئی را از خود به شعر حافظ نیفزوده است. و توضیح داده که کاری که کرده، این بوده که از میان ضبط‌ها و نسخه‌هایی که در دسترس داشته، از هر کدام، هر آنچه را پسندیده و بهتر دانسته انتخاب کرده. با این توصیف، با قبول این ادعای شاملو، باید گفت که ادعای کسانی که می‌گویند شاملو به میل خود در دیوان حافظ دست برده، یا ابیات را تحریف کرده، نادرست است. این موضوع را از این نظر می‌توان نوعی اختلاف نظر در نسخه‌شناسی یا اختلاف نظر در روش تحقیق در نظر گرفت.